# Kasbah de Boulaouane
La Kasbah de Boulaouane (en arabe : قصبة أبو الأعوان) est une Kasbah historique située dans la province d'El Jadida, au Maroc.

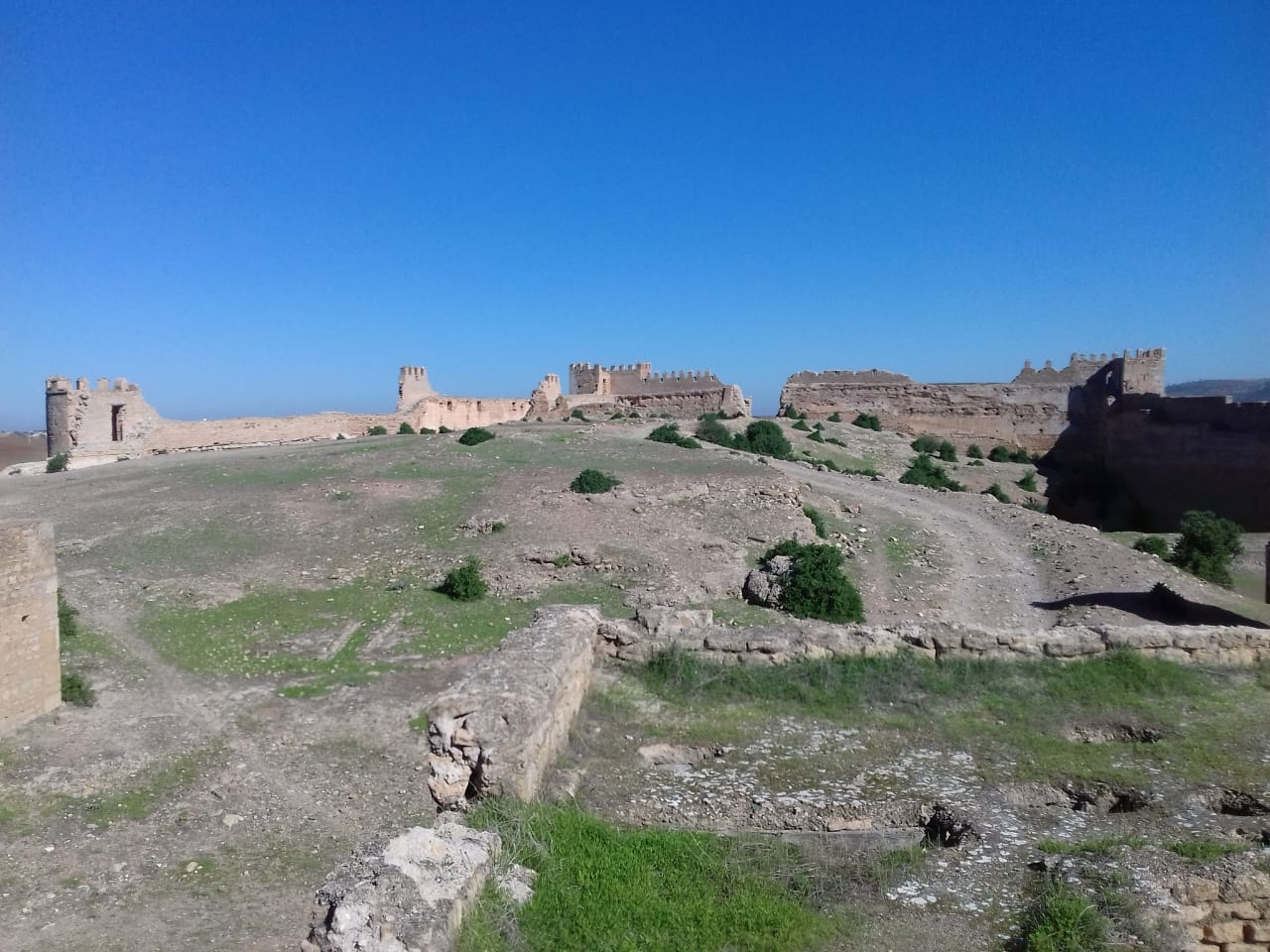
Vestiges de la Kassabah de Boulaouane

## Situation
La Kasbah se situe dans le site de Boulaaouane, sur la rive gauche de Oued Oum Errabiâ, à 75 Km au sud-est d'El Jadida et à 125 Km au sud-ouest de Casablanca.

## Aperçu historique
La Kasbah fut édifiée en 1710, sous le règne du Sultan Moulay Ismaïl dans le but stratégique d'assurer une sécurité au sein de l'état. 
Construite sur une falaise dominant la plaine de Doukkala et l'Oum Errabiâ, elle avait un rôle important dans le contrôle de la région.

En 1924, la Kasbah fut classée patrimoine national par le dahir du 11 mars 1924 (B.O n° 599 du avril 1924, p. 658). 95 ans après un projet de réhabilitation de la Kasbah en musée est lancé en 2019 par le ministère de la Culture et de la Communication.

## Architecture
L'enceinte de la Kasbah est de forme quadrilatère, renforcée par des tours d'observation de formes rectangulaires et semi-circulaires. 